# Romeny-sur-Marne
Romeny-sur-Marne is een gemeente in het Franse departement Aisne (regio Hauts-de-France) en telt 419 inwoners (1999). De plaats maakt deel uit van het arrondissement Château-Thierry.

## Geografie
De oppervlakte van Romeny-sur-Marne bedraagt 4,2 km², de bevolkingsdichtheid is 99,8 inwoners per km².
De onderstaande kaart toont de ligging van Romeny-sur-Marne met de belangrijkste infrastructuur en aangrenzende gemeenten.

## Demografie
Onderstaande figuur toont het verloop van het inwonertal (bron: INSEE-tellingen).
Vanwege een beveiligingsprobleem met de MediaWiki Graph-software is het momenteel niet mogelijk deze grafiek weer te geven. Zodra de software is bijgewerkt zal de grafiek vanzelf weer zichtbaar worden.